# Перри-Лейк (тауншип, Миннесота)
Перри-Лейк (англ. Perry Lake) — тауншип в округе Кроу-Уинг, Миннесота, США. На 2000 год его население составило 237 человек.

## География
По данным Бюро переписи населения США площадь тауншипа составляет 84,3 км², из которых 84,3 км² занимает суша, а 4,4 км² — вода (5,25 %).

## Демография
По данным переписи населения 2000 года здесь находились 237 человек, 86 домохозяйств и 68 семей. Плотность населения — 3,0 чел./км². Расовый состав населения: 98,73 % белых, 0,84 % коренных американцев и 0,42 % приходится на две или более других рас. Испанцы или латиноамериканцы любой расы составляли 0,84 % от популяции тауншипа.
Из 86 домохозяйств в 40,7 % воспитывались дети до 18 лет, в 72,1 % проживали супружеские пары, в 5,8 % проживали незамужние женщины и в 19,8 % домохозяйств проживали несемейные люди. 12,8 % домохозяйств состояли из одного человека, при том 3,5 % из — одиноких пожилых людей старше 65 лет. Средний размер домохозяйства — 2,76, а семьи — 3,01 человека.
28,7 % населения — младше 18 лет, 4,2 % — в возрасте от 18 до 24 лет, 29,5 % — от 25 до 44, 25,3 % — от 45 до 64, и 12,2 % — старше 65 лет. Средний возраст — 38 лет. На каждые 100 женщин приходилось 102,6 мужчин. На каждые 100 женщин старше 18 приходилось 106,1 мужчин.
Средний годовой доход домохозяйства составлял 46 563 доллара, а средний годовой доход семьи — 47 031 доллар. Средний доход мужчин — 36 944 доллара, в то время как у женщин — 25 625. Доход на душу населения составил 16 728 долларов. За чертой бедности находились 9,2 % семей и 11,9 % всего населения тауншипа, из которых 18,5 % младше 18 и 9,1 % старше 65 лет.